# Praya, Indonesien
Praya är en distriktshuvudort i Indonesien.   Den ligger i kabupatenet Kabupaten Lombok Timur och provinsen Nusa Tenggara Barat, i den sydvästra delen av landet, 1 100 km öster om huvudstaden Jakarta. Praya ligger 108 meter över havet och antalet invånare är 35 183. Den ligger på ön Lombok Island. Praya ligger vid sjön Waduk Batujai.
Terrängen runt Praya är platt åt sydväst, men åt nordost är den kuperad.Runt Praya är det tätbefolkat, med 881 invånare per kvadratkilometer. Det finns inga andra samhällen i närheten. Omgivningarna runt Praya är en mosaik av jordbruksmark och naturlig växtlighet.